# Sandō
Sandō (jap. 参道) – w Japonii droga prowadząca do shintoistycznego chramu (poprzez bramę torii) lub buddyjskiej świątyni (poprzez bramę sanmon). Wzdłuż drogi ustawione są często kamienne lub brązowe latarnie, a w przypadku chramów także liczne, mniejsze torii.

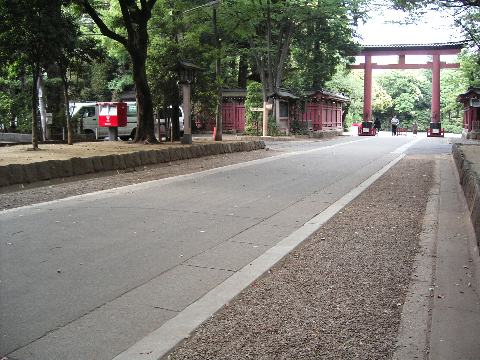
Sandō w chramie Hikawa, Saitama

Wewnątrz terenu świątynnego droga ta (lub ścieżka) jest często wykładana drobnymi kamieniami lub pokrywana żwirem. W niektórych wypadkach cała przestrzeń "podejścia" przed samą świątynią może być wysypana żwirem lub piaskiem. Chodzi bowiem o utrzymanie "naturalnej harmonii natury" i stworzenie "czystego, przyjemnego uczucia" w umysłach wiernych. Niekiedy, przy sandō są umieszczone kamienie lub kamienne kolumny, które nazywają się hyakudo-ishi czyli "kamienie stu razy". Służą one jako punkty orientacyjne kolejnych zwrotów w kierunku świątyni i służą tym wiernym, którzy pragną pogłębić i przedłużyć swoją modlitwę, wielokrotnie powtarzając tę drogę.
Droga o nazwie omote-sandō, czyli "droga prowadząca od frontu, od przodu" wiedzie do głównego wejścia, a droga ura-sandō, prowadzi od tyłu lub z boku świątyni.
Przykładem drogi omote-sandō jest znana, elegancka ulica tokijska o tej samej nazwie (zwana także Omote-sandō-dōri), wiodąca do wielkiego chramu shintoistycznego Meiji. Tę samą nazwę nosi stacja metra i otaczający ją niewielki region miasta.